# Sheffield Wednesday FC
A Sheffield Wednesday FC angol futballcsapat South Yorkshire megyében lévő Sheffield városában. A Wednesday-t 1867. szeptember 4-én alapították. A klub a Football League One-ban szerepel. A Wednesday három évvel később csatlakozott a The Football League-hez, amikor a ligák összeolvadtak. A Sheffield Wednesday szintén az 1992-ben alapított Premier League tagjainak az egyike. Fő riválisa a Sheffield United, a United és a Wednesday közös derbije a Steel City derby, amelynek már több mint 100 éves múltja van. Szintén a riválisokhoz tartoznak még a Barnsley, a Leeds United, a Rotherham United és a Doncaster. A Baglyok négyszer nyerték meg a bajnokságot, háromszor az FA-kupát és egyszer a Ligakupát (Carling Cup). 1991-ben Angol ligakupát nyert, a Manchester Unitedet győzték le 1-0-ra.1993-ban mindkét hazai kupadöntőn ott voltak, de a Wembley-ben mindkétszer kikaptak az Arsenaltól 2-1-re. A hazai mérkőzéseiket a 39 732 férőhelyes Hillsborough Stadionban játsszák Sheffield északnyugati külvárosában, Hillsborough-ban. A stadiont 1899-ben építették, amikor lejárt a haszonbérlet az előző helyszínen, az Olive Grove-nál.

## Története

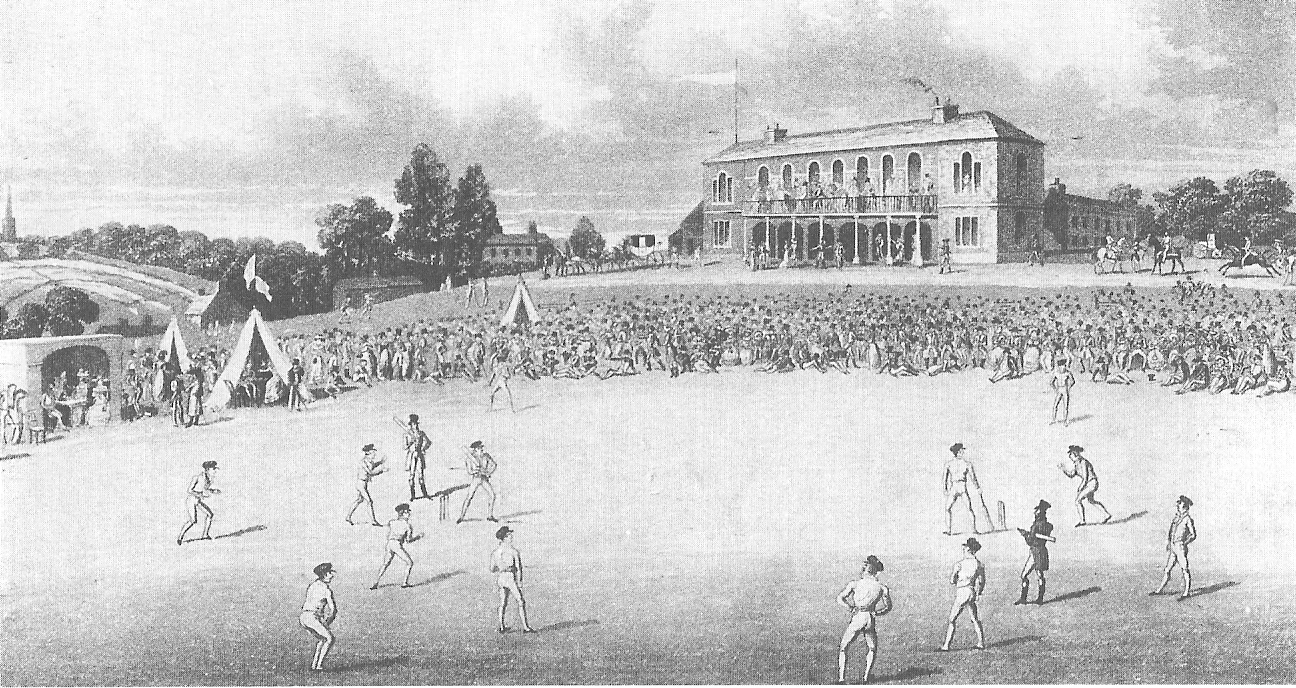
Egy krikettmérkőzés Darnallban az 1820-as években.

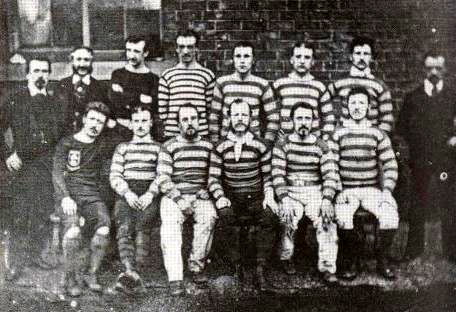
A Wednesday csapata 1878-ban az eredeti mezükben.

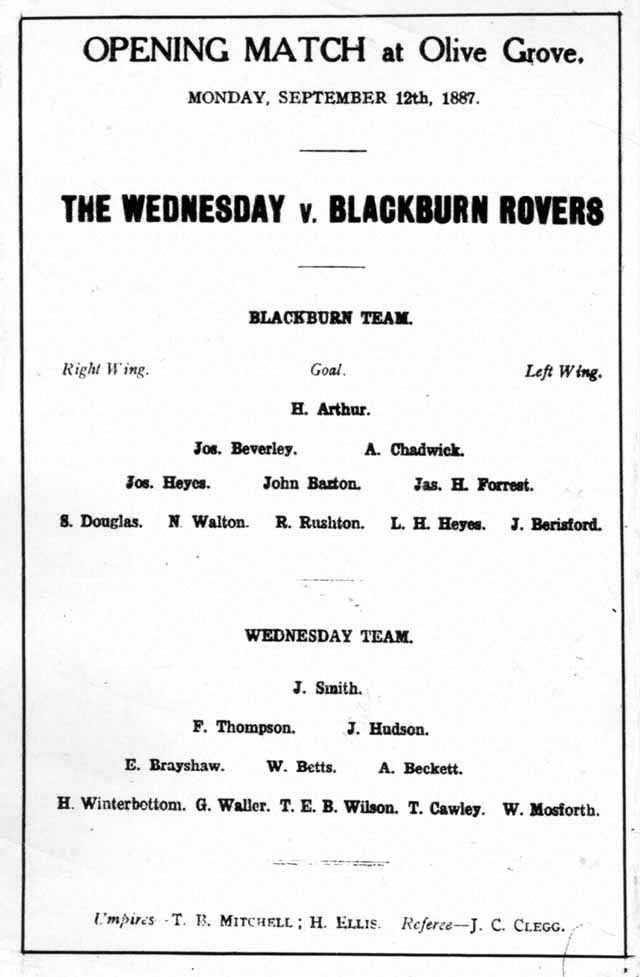
Röplap az 1887. szeptember 12-ei, Blackburn Rovers elleni mérkőzésről.

### Korai évek
A klubot 1820-ban alapították a The Wednesday Cricket Club néven (Wednesday = szerda, és azért ez az elnevezés, mert szerdai napokon játszottak). A klub labdarúgócsapatát 1867. szeptember 4-én, szerda este alapították az Adelphi Hotelben. Még az év október 19-én a The Mechanics ellen játszották első mérkőzésüket.
A labdarúgócsapat sikeres mérkőzései elhomályosították a klub krikettező oldalát. 1868. február 1-jén, a Wednesday az első tétmeccsét játszotta a Cromwell Kupában, amelyben négy csapat szerepelt. Bejutottak a döntőbe, ahol a hosszabbítás után 1:0-ra verték a Garrick Clubot, a Bramall Lane pályán.
Charles Clegg az 1870-es években csatlakozott a Wednesday-hez, majd később ő lett a klub elnöke. Elnöke volt az Angol labdarúgó-szövetségnek is, sokszor nevezték a „futball Napóleonjának”. 1876-ban megszerezték a skót James Lang-ot. Bár ő nem játszott a klubban, de a Sheffield Wednesday tanácsnak a tagjai közé tartozott. Őt tekintik az első profi labdarúgó játékosnak Angliában.
Az 1880-as években két fő esemény történt, ami gyökeresen megváltoztatta a klubot: először 1882-ben a krikett- és futballklubok különváltak, a krikettklub később, 1925-ben megszűnt. Azután 1887-ben a futballklub a játékosok nyomására (azzal fenyegetőztek, hogy átmennek más klubokba) amatőrről professzionálissá vált. A Sheffield Wednesday első profi klubként vívott meccsét 3:0-ra nyerte a The Mechanics ellen.

## Profi labdarúgás kezdete
A Bramall Lane stadionból átköltöztek az új Olive Grove pályára. Alapító tagjai voltak 1889-ben a Futball Szövetségnek, amelyben ők voltak az első bajnokok, bejutottak az 1890-es FA kupa döntőjébe ahol, 6:1-re kikaptak a Blackburn Rovers-től, a Kennington Ovalon London-ban, ahol 20 000 néző volt jelen. 1892-ben a The Football League-ben játszottak. 1896-ban nyerték meg először az FA kupát, akkor Wolverhampton Wanderers-t verték 2:1-re a Crystal Palace-ban.
A helyi vasútjáratok bővítése miatt a klubnak el kellett költöznie 1899–ben. A klub végül vett egy területet Owlerton falu határában, amely több mérföldnyire volt Sheffield-től. Az új stadion hónapok alatt elkészült (most Hillsborough Stadiumnak hívják). Egy erős évtized alatt a Wednesday kétszer nyerte meg a bajnokságot, először az 1902–03-as, majd az 1903–04-es szezonban, és a FA Kupát 1907-ben, mikor a döntőben az Evertont verték a Crystal Palace-ban 2:1-re. Ezután a klubnak további két évtizeden keresztüli eredménytelen időszaka volt.
A klubot majdnem visszaminősítették az 1927–28-as szezonban a másodosztályba, de a következő szezonban (1928–29) a Wednesday megnyerte a bajnokságot, sőt a következő idényben is ők emelhették magasba a kupát (1929–30). 1936-ban a dobogó harmadik fokára állhattak fel. 1935-ben a csapat harmadszor hódította el történelme során a FA-kupát.

## Háború utáni kavarodás
Az 1950-es években háromszor estek ki az első osztályból, bár minden alkalommal visszajutottak. Az évtized végén a csapat a második világháború óta először végzett a bajnokság első felében. 1966-ban bejutottak a FA Kupa fináléjába, de kikaptak.
Az 1969–70-es szezonban a Wednesday kiesett az első osztályból, és elindult a klub történetének legsötétebb időszaka. Öt éven át a másodosztályban szerepeltek, de utána kiestek a harmadosztályba, ahol újabb öt évig maradtak, sőt 1976-ban majdnem kiestek onnan is. 1980-ban visszakerültek a második vonalba. 1984-ben jött a klub feltámadása, ugyanis újra feljutottak az első osztályba.

## Modern csúcspontok és mélypontok

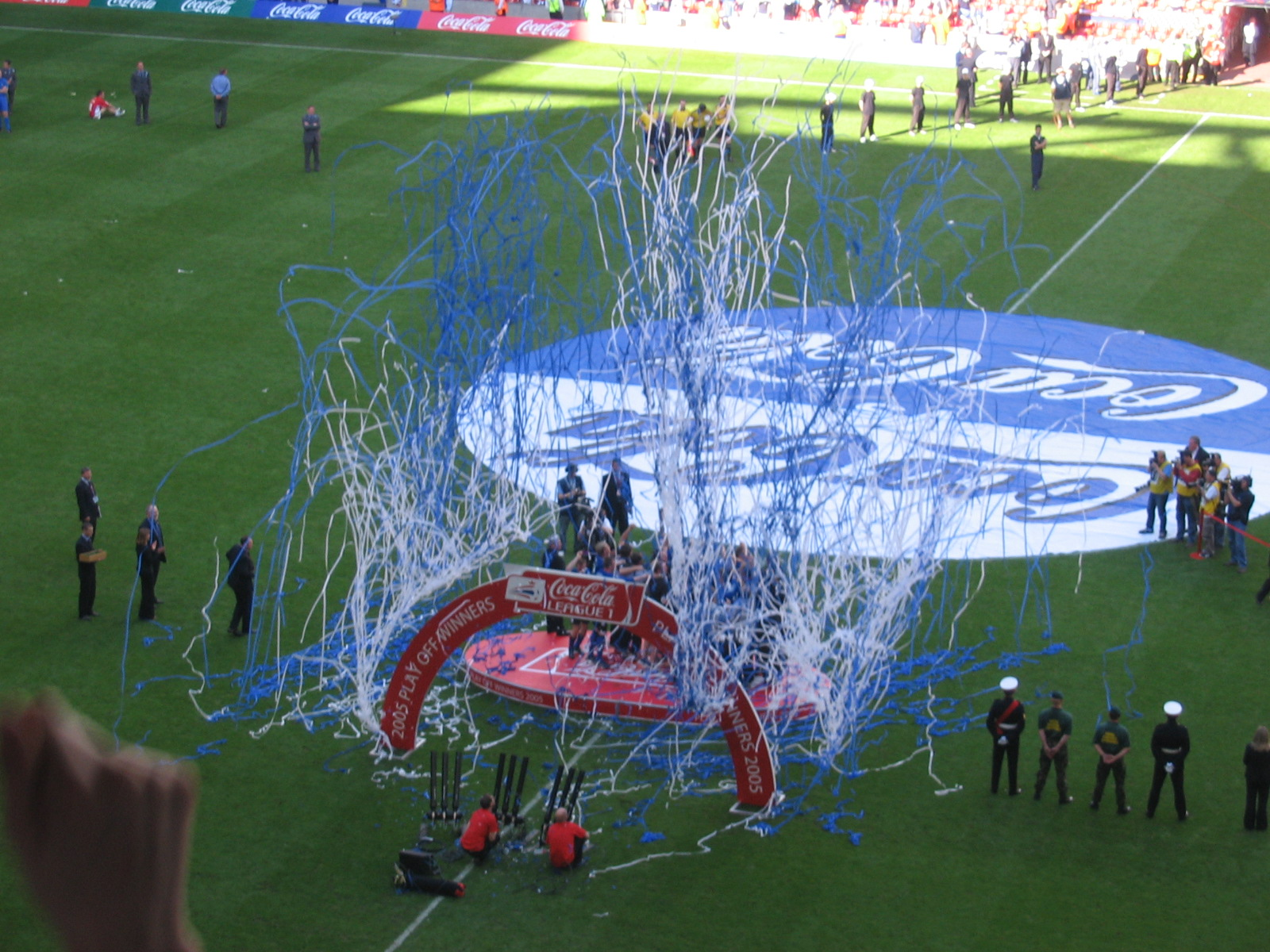
A Wednesday 2005-ben, a rájátszás kupával.

1990-ben ismét kiestek, de a következő idénytől ismét az első osztályban szerepeltek, 1991-ben Ron Atkinson csapata megnyerte a Ligakupát a Manchester United legyőzésével. Még ebben az évben szerepeltek az FA Kupa döntőjében, ahol az Ágyúsok győztek a hosszabbításban Andy Linighan góljával 2-1-re.
9 évnyi elsőosztály után a 2000–2001-es szezont a másodosztályban kezdték meg. 2003-tól 2005 végéig a harmadosztályban szerepelt a csapat. Több mint 52,000 SWFC rajongó, utazott Cardiff-ba 2005-ben, amikor a rájátszásban 4-2-re verték a Hartlepool United-ot és így visszatért a klub a Championship-be. A Wednesday a 2008-09-es szezonban a biztató 12. helyen végzett. Utána a 2009–2010-es szezonban ismét kiestek a harmadosztályba, ahol 2011 májusában nem sikerült a feljutás.

## Kupák
| Kupa                                   | Év                           |
| -------------------------------------- | ---------------------------- |
| Cromwell Cup győztes                   | 1868                         |
| Football Alliance bajnok               | 1890                         |
| FA-kupa győztes                        | 1896, 1907, 1935             |
| Football League Second Division bajnok | 1900, 1926, 1952, 1956, 1959 |
| Football League First Division bajnok  | 1903, 1904, 1929, 1930       |
| Sheriff of London Charity Shield       | 1905                         |
| FA Charity Shield                      | 1935                         |
| Angol ligakupa győztes                 | 1991                         |
| Football League One rájátszás győztes  | 2005                         |

## A bajnokságokban
| - 1889–1892 Alliance - 1892–1899 Division 1 - 1899–1900 Division 2 - 1900–1920 Division 1 - 1920–1926 Division 2 | - 1926–1937 Division 1 - 1937–1950 Division 2 - 1950–1951 Division 1 - 1951–1952 Division 2 - 1952–1955 Division 1 | - 1955–1956 Division 2 - 1956–1958 Division 1 - 1958–1959 Division 2 - 1959–1970 Division 1 - 1970–1975 Division 2 | - 1975–1980 Division 3 - 1980–1984 Division 2 - 1984–1990 Division 1 - 1990–1991 Division 2 - 1991–1992 Division 1 | - 1992–2000 Premier League (elsőosztály) - 2000–2003 Division 1 (másodosztály) - 2003–2004 Division 2 (harmadosztály) - 2004–2005 League 1 (harmadosztály) - 2005–0 Championship (másodosztály) |

- Szezonok az első osztályban: 66
- Szezonok a másodosztályban: 34
- Szezonok a harmadosztályban: 7
- Szezonok a negyedosztályban: 0

## Az elmúlt tíz évben
| Szezon  | Bajnokság      | Helyezés | MSZ | Gy | D  | V  | L  | K  | Gk  | Pont |
| 1998–99 | Premier League | 12.      | 38  | 13 | 7  | 18 | 41 | 42 | -1  | 46   |
| 1999–00 | Premier League | 19.      | 38  | 8  | 7  | 23 | 38 | 70 | -32 | 31   |
| 2000–01 | Division 1     | 17.      | 46  | 15 | 8  | 23 | 52 | 71 | -19 | 53   |
| 2001–02 | Division 1     | 20.      | 46  | 12 | 14 | 20 | 49 | 71 | -22 | 50   |
| 2002–03 | Division 1     | 22.      | 46  | 10 | 16 | 20 | 56 | 73 | -17 | 46   |
| 2003–04 | Division 2     | 16.      | 46  | 13 | 14 | 19 | 48 | 64 | -14 | 53   |
| 2004–05 | League 1       | 5.       | 46  | 19 | 15 | 12 | 77 | 59 | +18 | 72   |
| 2005–06 | Championship   | 19.      | 46  | 13 | 13 | 20 | 39 | 52 | -13 | 52   |
| 2006–07 | Championship   | 9.       | 46  | 20 | 11 | 15 | 70 | 66 | +4  | 71   |
| 2007–08 | Championship   | 16.      | 46  | 14 | 13 | 19 | 54 | 55 | −1  | 55   |
| 2008–09 | Championship   | 12.      | 46  | 16 | 13 | 17 | 51 | 58 | −7  | 61   |

Hely = Helyezés; MSZ = Meccsszám; Gy = Győzelem; D = Döntetlen; V = Vereség; L = Lőtt gólok; K = Kapott gólok; GK = Gól különbség; Pt = Pontok

## Játékoskeret
2019. március 20-án lett frissítve:
| Mezszám       | Név                 | Nemzet   | Posztok     | Szül. év (kor)                 | Megjegyzés:                       |         |         |         |         |
| Kapusok       | Kapusok             | Kapusok  | Kapusok     | Kapusok                        | Kapusok                           | Kapusok | Kapusok | Kapusok | Kapusok |
| ------------- | ------------------- | -------- | ----------- | ------------------------------ | --------------------------------- | ------- | ------- | ------- | ------- |
| 1             | Keiren Westwood     | spanyol  | kapus       | 1984. október 24. (40 éves)    |                                   |         |         |         |         |
| 25            | Cameron Dawson      | angol    | kapus       | 1995. július 7. (29 éves)      |                                   |         |         |         |         |
| 28            | Joe Wildsmith       | angol    | kapus       | 1995. december 28. (29 éves)   |                                   |         |         |         |         |
| Védők         |                     |          |             |                                |                                   |         |         |         |         |
| 2             | Liam Palmer         | skót     | hátvéd      | 1989. július 11. (35 éves)     |                                   |         |         |         |         |
| 4             | Joost van Aken      | holland  | hátvéd      | 1994. május 13. (30 éves)      |                                   |         |         |         |         |
| 6             | Morgan Fox          | walesi   | hátvéd      | 1993. szeptember 21. (31 éves) |                                   |         |         |         |         |
| 12            | Jordan Thorniley    | angol    | hátvéd      | 1996. november 24. (28 éves)   |                                   |         |         |         |         |
| 15            | Tom Lees            | angol    | hátvéd      | 1990. november 18. (34 éves)   | csapatkapitány                    |         |         |         |         |
| 23            | Sam Hutchinson      | angol    | hátvéd      | 1989. augusztus 3. (35 éves)   |                                   |         |         |         |         |
| 24            | Ash Baker           | walesi   | hátvéd      | 1996. október 30. (28 éves)    |                                   |         |         |         |         |
| 26            | Connor O'Grady      | ír       | hátvéd      | 1997. december 5. (27 éves)    |                                   |         |         |         |         |
| 27            | Dominic Iorfa       | angol    | hátvéd      | 1995. június 24. (29 éves)     |                                   |         |         |         |         |
| 29            | Alex Hunt           | angol    | hátvéd      | 2000. május 29. (24 éves)      |                                   |         |         |         |         |
| 33            | Isaac Rice          | angol    | hátvéd      | 2000. szeptember 30. (24 éves) |                                   |         |         |         |         |
| 34            | Michael Hector      | Jamaicai | hátvéd      | 1992. július 12. (32 éves)     | kölcsönben a Chelseatől           |         |         |         |         |
| 35            | Frederik Nielsen    | dán      | hátvéd      | 1998. február 7. (27 éves)     |                                   |         |         |         |         |
| 36            | Daniel Pudil        | cseh     | hátvéd      | 1985. szeptember 27. (39 éves) |                                   |         |         |         |         |
| 38            | Achraf Lazaar       | marokkói | hátvéd      | 1992. január 22. (33 éves)     | kölcsönben a Newcastle Unitedtől  |         |         |         |         |
| 41            | Jack Lee            | angol    | hátvéd      | 1998. december 19. (26 éves)   |                                   |         |         |         |         |
| 42            | Matt Penney         | angol    | hátvéd      | 1998. február 11. (27 éves)    |                                   |         |         |         |         |
| Középpályások |                     |          |             |                                |                                   |         |         |         |         |
| 3             | David Jones         | angol    | középpályás | 1984. november 4. (40 éves)    |                                   |         |         |         |         |
| 5             | Kieran Lee          | angol    | középpályás | 1988. június 22. (36 éves)     |                                   |         |         |         |         |
| 7             | Josh Onomah         | angol    | középpályás | 1997. április 27. (27 éves)    | kölcsönben a Tottenham Hotspurtől |         |         |         |         |
| 8             | Joey Pelupessy      | holland  | középpályás | 1993. május 15. (31 éves)      |                                   |         |         |         |         |
| 10            | Barry Bannan        | skót     | középpályás | 1989. december 1. (35 éves)    |                                   |         |         |         |         |
| 20            | Adam Reach          | angol    | középpályás | 1993. február 3. (32 éves)     |                                   |         |         |         |         |
| 21            | George Boyd         | skót     | középpályás | 1985. október 2. (39 éves)     |                                   |         |         |         |         |
| 22            | Almen Abdi          | svájci   | középpályás | 1986. október 21. (38 éves)    |                                   |         |         |         |         |
| 31            | Connor Kirby        | angol    | középpályás | 1998. szeptember 10. (26 éves) |                                   |         |         |         |         |
| 37            | Fraser Preston      | skót     | középpályás | 1999. március 5. (26 éves)     |                                   |         |         |         |         |
| 39            | Rolando Aarons      | angol    | középpályás | 1995. november 16. (29 éves)   | kölcsönben a Newcastle Unitedtől  |         |         |         |         |
| 43            | Liam Shaw           | angol    | középpályás | 2001. március 12. (24 éves)    |                                   |         |         |         |         |
| 44            | Jack Stobbs         | angol    | középpályás | 1997. február 27. (28 éves)    |                                   |         |         |         |         |
| Csatárok      |                     |          |             |                                |                                   |         |         |         |         |
| 9             | Steven Fletcher     | skót     | csatár      | 1987. március 26. (37 éves)    |                                   |         |         |         |         |
| 11            | Sam Winnall         | angol    | csatár      | 1991. január 19. (34 éves)     |                                   |         |         |         |         |
| 14            | Gary Hooper         | angol    | csatár      | 1988. január 26. (37 éves)     |                                   |         |         |         |         |
| 17            | Atdhe Nuhiu         | koszovói | csatár      | 1989. július 29. (35 éves)     |                                   |         |         |         |         |
| 18            | Lucas João          | portugál | csatár      | 1993. szeptember 4. (31 éves)  |                                   |         |         |         |         |
| 19            | Marco Matias        | portugál | csatár      | 1989. május 10. (35 éves)      |                                   |         |         |         |         |
| 45            | Fernando Forestieri | olasz    | csatár      | 1990. január 15. (35 éves)     |                                   |         |         |         |         |

### Kölcsönben
| — | Jordan Rhodes | skót | csatár | 1990. február 5. (35 éves) | a Norwich City -nél | 2019. június 30-ig |

## Fordítás
- Ez a szócikk részben vagy egészben  a   Sheffield Wednesday F.C. című angol Wikipédia-szócikk fordításán alapul.  Az eredeti cikk szerkesztőit annak laptörténete sorolja fel. Ez a jelzés csupán a megfogalmazás eredetét és a szerzői jogokat jelzi, nem szolgál a cikkben szereplő információk forrásmegjelöléseként.